# Сибизги
Сибизги (башк. һыбыҙғы, карач.-балк. сыбызгъы, ног. сыбызгы
, каз. сыбызғы, тат. сыбызгы) — духовий музичний інструмент в деяких тюркських народів. Рід відкритої поздовжньої флейти типу башкирського і татарського кураю. Довжина 600-650 мм. Звукоряд сибизги з 4 отворами: d1 — е1 — fis1 — g1 — а1; з 6-ма отворами: с1 — d1 — е1 — f1 — g1 — а1 — h1. Нині зустрічається рідко.
На території Казахстану існує два різновиди сибизги, пов'язані з різними виконавськими традиціями. Так східний сибизги має конусоподібну, більш коротку по довжині і малу по діаметру форму, західний різновид більший і довший.
Схожі на сибизги музичні інструменти існують у багатьох євразійських народів: кавал — в угорців, молдован та болгар, курай — у башкирів, гарги тюйдук — у туркменів, цоор — у монголів, шоор — у алтайців, чоор — у киргизів і багатьох інших. В даний час сибизги входить до складу всіх казахських музично-етнографічних колективів.

## Галерея

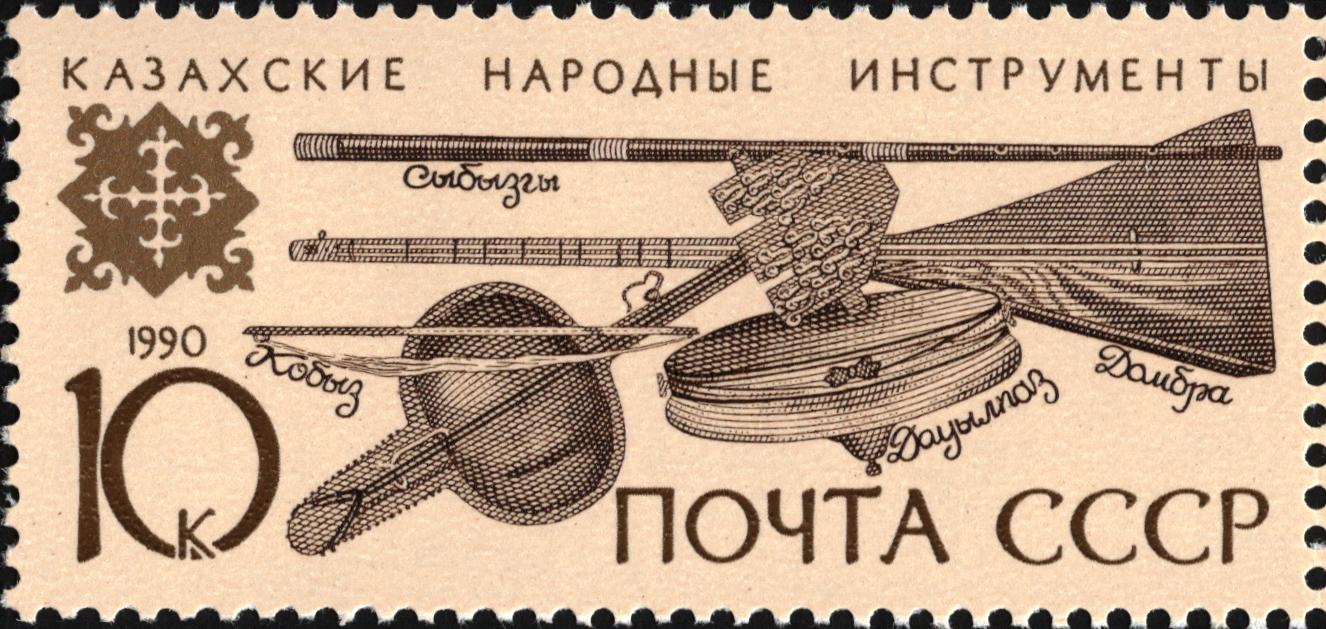
Зображення на поштовій марці СРСР 1990 року
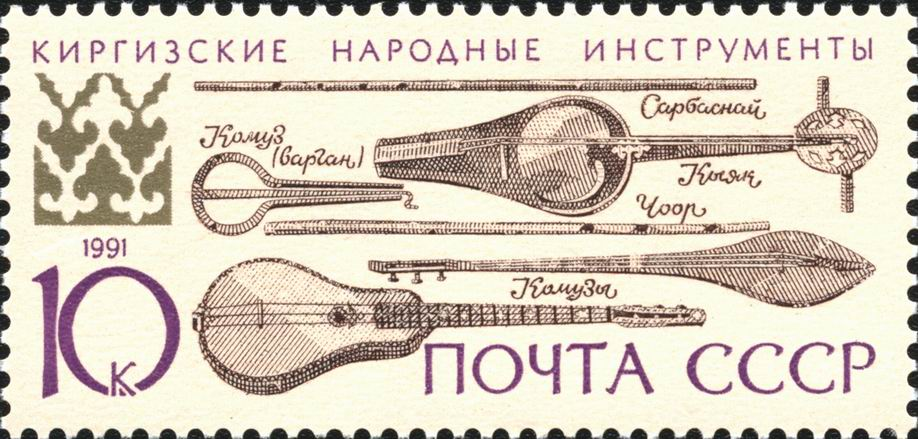
Зображення на поштовій марці СРСР 1991 року
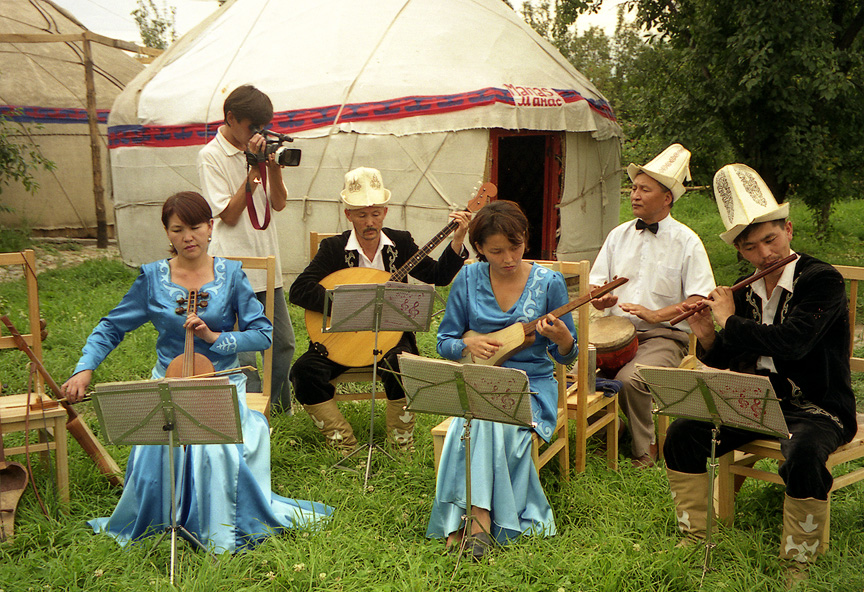
Киргизькі музиканти у Караколі